# Свети Климент Охридски (Добрич)
„Свети Климент Охридски“ е православна църква в град Добрич, България, част от Варненската и Великопреславска епархия на Българската православна църква.

## Местоположение
Храмът е разположен на булевард „Русия“, в непосредствена близост до едноименното средно училище „Свети Климент Охридски“.

## История
Първата копка на храма, който носи името на Климент Охридски, е направена през 2004 година. Близо три години строителството е почти замразено, но дейностите се активизират отново през 2007 г. В градежа на църквата са вложени около 400 000 лева. Те са основно от дарители, постъпления от организираните дарителски акции, приходи от благотворителни инициативи и картички. От бюджета на общината са били осигурени около 50 000 лева. Църквата е осветена и отворена за посетители на 25 септември 2010 г.

## Описание
Кръстокуполната църква с бяла фасада е с височина над 12 m и е издигната на площ от близо 200 m2. Позлатеният кръст и обковът на купола са донесени от Украйна. Камбаната ѝ тежи 120 kg. През 2010 година храмът получава като дарение от Дирекцията по вероизповедания към Министерски Съвет шест ценни икони, които са изографисани в началото на ΧΧ век. Те са рисувани от академик Стефан Иванов за параклиса в българската болница в Истанбул, която през 1980 г. е отнета от тамошната българска общност.
От 2014 г. православният храм има ново художествено осветление по фасадата.